# Archiwum Wojskowe w Nowym Dworze Mazowieckim
Archiwum Wojskowe w Nowym Dworze Mazowieckim – archiwum wojskowe z siedzibą w Nowym Dworze Mazowieckim. Wcześniej w jego miejscu istniało Archiwum Ministerstwa Obrony Narodowej a następnie Archiwum Instytucji MON oraz Archiwum Wojsk Powietrznych. We wrześniu 2018 roku Archiwum Wojskowe w Nowym Dworze Mazowieckim zostało rozformowane.

## Zadania
Do głównych zadań archiwum należało m.in.:
- kształtowanie zasobu archiwalnego, zgodnie z wytycznymi Dyrektora Wojskowego Biura Historycznego w jednostkach organizacyjnych podległych Ministrowi Obrony Narodowej lub przez niego nadzorowanych a w szczególności opiniowanie jednolitych rzeczowych wykazów akt
- gromadzenie, ewidencja i przechowywanie dokumentacji archiwalnej wytworzonej przez jednostki i komórki organizacyjne podległe Ministrowi Obrony Narodowej lub przez niego nadzorowane
- prowadzenie ekspertyz archiwalnych oraz wydawanie zezwoleń na zniszczenie w ramach brakowania dokumentacji niearchiwalnej
- opracowanie i zabezpieczanie materiałów archiwalnych stanowiących zasób archiwalny Archiwum
- udostępnianie materiałów archiwalnych należących do zasobu Archiwum, według przepisów o narodowym zasobie archiwalnym i archiwach
- popularyzacja wiedzy o materiałach archiwalnych oraz prowadzenie działalności informacyjnej
- wydawanie odpisów, wypisów, wyciągów i reprodukcji przechowywanych materiałów archiwalnych oraz zaświadczeń na podstawie tych materiałów, a także ich uwierzytelnianie

W latach 1990–2009 w Archiwum Wojskowym w Nowym Dworze Mazowieckim miało miejsce bezprawne niszczenie akt wojskowych. 